# Bahnhof Düsseldorf Flughafen Terminal
Der Bahnhof Düsseldorf Flughafen Terminal ist ein im Jahr 1975 eröffneter Tunnel- und Kopfbahnhof in der nordrhein-westfälischen Landeshauptstadt Düsseldorf.
Er liegt unterhalb des Terminals C des Düsseldorfer Flughafens und ist Endstation der Linie S 11 der S-Bahn Köln sowie Endpunkt der Bahnstrecke Düsseldorf-Unterrath–Düsseldorf Flughafen Terminal.

## Ausbau
Der Bahnhof ist zweigleisig mit einem Mittelbahnsteig ausgebaut. Er besitzt eine Höhe von 96 Zentimetern über Schienenoberkante und eine Baulänge von 237 Metern.
Der Bahnhof ist nach dem Bahnhof Düsseldorf Flughafen der kleinere der beiden Flughafenbahnhöfe Düsseldorfs. In unmittelbarer Nähe des Bahnhofs befindet sich der Endhaltepunkt des SkyTrains.
In der Zeit vom Flughafenbrand im Jahr 1996, bei dem die Terminals A und B schwer beschädigt wurden, bis zum Abschluss der Sanierungsarbeiten im Jahr 2001 gab es am Flughafen noch den Haltepunkt Düsseldorf Flughafen Terminal E zur Anbindung der provisorischen Abflughalle E. Seit der Abschaffung des Provisoriums fahren hier alle Züge ohne Halt vorbei.
Mit Fertigstellung des ersten Abschnitts der Stammstrecke 5 (geplant: 2024) wird am Flughafenterminal auch Anschluss an die Stadtbahn Düsseldorf bestehen.

## Bedienung
Die S 11 fährt im 20-Minuten-Takt über den Düsseldorfer Hauptbahnhof und weiter bis zum Bahnhof Bergisch Gladbach. Bis zum 12. Dezember 2009 wurde der Bahnhof durch die Linie S 7 mit Solingen verbunden, ab dem 5. August 2024 verkehrt werktags die S 1 im Stundentakt nach Solingen. Früher hielt hier zusätzlich die Linie S 21, die über eine Verbindungskurve zur Strecke nach Duisburg fuhr.
Bereits zum 10. Dezember 2007 sollte die Linie S 11, die seinerzeit am Bahnhof Düsseldorf Wehrhahn endete, bis zum Bahnhof Düsseldorf Flughafen Terminal verlängert und die Linie S 7 dafür gestrichen werden. Entgegen dieser Planungen blieb es jedoch noch zwei Jahre bei den alten Linienverläufen.
Die Änderungen wurden schließlich im Juni 2009 vom VRR-Verwaltungsrat beschlossen und zum Fahrplanwechsel am 13. Dezember 2009 (Fahrplan 2010) umgesetzt.
In den frühen Morgenstunden erreichen den Bahnhof zusätzlich zur S11 je ein Zug der folgenden Linien: RE4 Wupper-Express aus Aachen,
S6 aus Langenfeld und S8 aus Hagen.
| Linie | Verlauf | Takt   |
| ----- | --- | ------ |
| S 11  | D-Flughafen Terminal – D-Unterrath – D-Derendorf – D-Zoo – D-Wehrhahn – Düsseldorf Hbf – D-Friedrichstadt – D-Bilk – D-Völklinger Straße – D-Hamm – NE Rheinparkcenter – NE Am Kaiser – Neuss Hbf – Neuss Süd – Norf – NE-Allerheiligen – Nievenheim – Dormagen – Dormagen-Chempark – Köln-Worringen – K-Blumenberg – K-Chorweiler Nord – K-Chorweiler – K-Volkhovener Weg – K-Longerich – K-Geldernstraße/Parkgürtel – K-Nippes – K-Hansaring – Köln Hbf – K-Messe/Deutz – K-Buchforst – K-Mülheim – K-Holweide – K-Dellbrück – Duckterath – Bergisch Gladbach Stand: Fahrplanwechsel Dezember 2023 | 20 min |

Vom 27. März 1983 bis 23. Mai 1993 war hier die nördliche Endstation des Lufthansa-Airport-Expresses. Das war eine direkte Fernverkehrs-Bahnverbindung zum Flughafen Frankfurt, der zu jener Zeit nur über einen Bahnhof verfügte, den heutigen Regionalbahnhof. Auch die Wagen des Wiesbaden-City fuhren zeitweise diesen Flughafenbahnhof in der Landeshauptstadt an.
Außerdem wird der Flughafen zurzeit von vier Buslinien angefahren (Ankunftsebene Terminal B).
| Linie | Verlauf | Takt |
| ----- | --- | ---- |
| 721   | Flughafen Terminal A/B/C 1 – Carl-Sonnenschein-Straße (Falkenweg , 150 m) – Birkhahnweg → Stockum, Am Hain – Nordfriedhof – Pempelfort, Münsterstraße/Feuerwache – Pempelfort, Adlerstraße2 – Pempelforter Straße – Stadtmitte, Worringer Platz – Düsseldorf Hbf – Oberbilk, Flügelstraße – Ellerstraße – Lierenfeld, Schlesische Straße 3 – Eller, Otto-Pankok-Straße – Vennhausen, In den Kötten – Tannenhof, Gothaer Weg4 Verkehrt immer alle 20 min; Mo–Sa 6–19 Uhr im Abschnitt 2–3 zusammen mit der Linie 722 alle 10 min; weitere Haltestellen auf dem gesamten Linienweg; aber alle Umsteigehaltestellen sind aufgeführt. Die Linien 721 und 722 haben am 13. Juni 2010 ihren Linienwege im Gebiet Lierenfeld/Vennhausen/Eller getauscht. |      |
| 760   | D-Wittlaer-Bockum, Roßpfad – Wittlaer – Schloss Kalkum – Kalkum, Am Flugfeld – Florence-Nightingale-Krankenhaus – Kaiserswerth, Klemensplatz – Lohausen, Nagelsweg – Stockum, Freiligrathplatz – Linienast 1: Messe Ost/Stockumer Kirchstr. – Nordpark/Aquazoo / Linienast 2: Falkenweg – Flughafen Terminal A/B/C – Unterrath, Eckenerstraße – Unterrath – Neu-Lichtenbroich – Ratingen-West, Erfurter Straße – Dieselstraße – Ratingen, Phillipstraße – Hauser Ring – Ratingen Ost |      |
| 896   | Flughafen Terminal A/B/C → Flughafenverwaltung → Am Roten Haus → Messe Ost/Stockumer Kirchstr. → Messe, Osteingang → Messe-Center → Messe Congress Center → Stadthalle → Messe, Nordeingang → Am Roten Haus → Flughafen/Maritimplatz → Flughafen Terminal A/B/C verkehrt nur an Messetagen: |      |
| SB 51 | D-Flughafen Bf 1 – Lichtenbroich, Quartier (n) – Flughafen, Halle 7 → Flughafen Terminal A/B/C 2 ← Flughafen/Maritimplatz → Flughafenverwaltung – Nordfriedhof – Theodor-Heuss-Brücke 3 – Meerbusch-Büderich, Landsknecht – Büderich, Kirche – Kaarst, Maubisstraße ← Kaarst, Rathaus ← Martinuscenter ← Neersener Str./Kaarster Bf → Kaarst, Stadtpark – Kaarst Mitte/Holzbüttgen 4 HVZ: 1–2 alle 15 min, 2–4 alle 30 min; Mo–Fr: 1–2 alle 30 min, 2–4 alle 60 min; Sa alle 60 min; weitere Haltestellen nur zwischen 3 und 4. |      |